# Velika Kosnica
Velika Kosnica (do roku 1948 pouze Kosnica) je vesnice v Chorvatsku v Záhřebské župě, spadající pod opčinu města Velika Gorica. Nachází se asi 9 km severně od města Velika Gorica a 10 km jihovýchodně od centra Záhřebu. V roce 2021 zde žilo 738 obyvatel, což je pokles oproti roku 2011, kdy zde žilo 770 obyvatel ve 151 domech. Počet obyvatel prudce vzrostl v 21. století, pravděpodobně díky vyššímu osidlování záhřebských předměstí (suburbanizace), celé 19. a 20. století se držel pod třemi sty.
Na východ od Veliké Kosnice se nachází mimoúrovňová křižovatka Kosnica mezi dálnicí A3 a rychlostní silnicí D30. Přímo Velikou Kosnicí procházejí lokální silnice 31154 a 31167. Nedaleko protéká řeka Sáva, která je zde překonána Domovinským mostem.
První písemná zmínka o obci pochází z roku 1217.

## Vývoj počtu obyvatel
| 1857                                                   | 1869 | 1880 | 1890 | 1900 | 1910 | 1921 | 1931 | 1948 | 1953 | 1961 | 1971 | 1981 | 1991 | 2001 | 2011 | 2021 |
| ------------------------------------------------------ | ---- | ---- | ---- | ---- | ---- | ---- | ---- | ---- | ---- | ---- | ---- | ---- | ---- | ---- | ---- | ---- |
| 187                                                    | 200  | 182  | 242  | 265  | 264  | 231  | 271  | 261  | 184  | 206  | 205  | 206  | 282  | 541  | 770  | 738  |
| zdroj: sčítání lidu v Chorvatské republice 1857 - 2021 |      |      |      |      |      |      |      |      |      |      |      |      |      |      |      |      |

## Sousední sídla
| Růžice kompasu | Záhřeb (Peščenica-Žitnjak) |       | Novaki Šćitarjevski | Růžice kompasu |
| Růžice kompasu |                            | Sever | Obrezina            | Růžice kompasu |
| Růžice kompasu | Velika Kosnica             |       | Obrezina            | Růžice kompasu |
| Růžice kompasu | Jih                        |       | Obrezina            | Růžice kompasu |
| Růžice kompasu | Mičevec                    |       | Petina Mala Kosnica | Růžice kompasu |